# 命運變奏曲
《命運變奏曲》（英語：Manderlay）是丹麥導演拉斯·馮·提爾執導的電影作品，是新命運三部曲的第二部曲，為前一部曲《厄夜變奏曲》的續集，只是女主角從原本的妮可·基嫚改由布萊絲·霍華演出，原本的詹姆士·肯恩角色也由威廉·達佛取代。
本片的拍攝手法近似《厄夜變奏曲》，採取類似劇場的方式呈現電影場景。

## 劇情
離開狗鎮的葛瑞絲與她父親幫派一夥人，在阿拉巴馬州的一個小鎮曼德雷暫時休息，葛瑞絲卻驚訝發現早已廢除70年的黑人奴隸制度在曼德雷竟然還繼續存在，因此她強迫農莊主人與黑奴們簽下自由契約，並決定留下來協助黑人們共同經營農莊。